# Albin Belina-Wesierski
Albin Belina-Wesierski, seit 1854 Graf Belina Wesierski (* 12. April 1812 in Zakrzewo bei Kletzko; † 21. September 1875) war ein preußischer Grundbesitzer und Politiker.

## Familie
Wesierskis Eltern waren Vincent Graf Węsierski und Josephine Gräfin Bniń. Die Familie stammt aus dem kaschubischen Dorf Węsiory, von dem sich der Familienname herleitet. Wesierski heiratete Louise Gräfin Kwilecka, Tochter des Grafen Joseph Kwilecki aus Wróblewo und Lucina von Czarnecki. Das Paar hatte einen Sohn und fünf Töchter: Zbigniew, Laura, Emilie, Wanda, Celina und Josephine.

## Leben
Wesierski hatte das väterliche Gut Zakrzewo 1826 geerbt, trat aber zunächst in die Armee ein. Er nahm als Leutnant in der Armee Kongresspolens am Novemberaufstand von 1831 teil, für die er mit dem Virtuti-Militari-Kreuz in Gold ausgezeichnet wurde. Er unternahm ausgedehnte Reisen, auf denen er eine umfangreiche Sammlung archäologischer Funde zusammentrug. Das ererbte Gut baute er zu einem erfolgreichen landwirtschaftlichen Musterbetrieb aus.
1854 erhielt er mit königlichem Diplom die Bestätigung des preußischen Grafenstandes, wurde königlich-preußischer Kammerherr und Mitglied des preußischen Herrenhauses als Vertreter des Alten und Befestigten Grundbesitzes im Landschaftsbezirk Gnesen. In Zakrzewo ließ er ein repräsentatives Schloss im Stil des französischen Barock errichten, das von den Wirtschaftsgebäuden und einem Park umgeben war.
1856 kaufte Belina von der preußischen Regierung die Burg Ostrów Lednicki, um sie für die polnische Nation zu bewahren und vor Verfall zu schützen. Gelegen auf einer Insel im Lednica-See, ist sie eine Burg des ersten Piastenherrschers Mieszko I., auf dort auch getauft wurde. Sie gilt damit als eine Wiege des polnischen Staates und darüber hinaus der Christianisierung Polens. Darüber hinaus engagierte Belina sich für die archäologische Erforschung dieser Burg und veröffentlichte einige Aufsätze darüber. Belina unterstützte auch die Posener Gesellschaft der Freunde der Wissenschaften und die Krakauer Akademie der Gelehrsamkeit.